# Cupania congestiflora
Cupania congestiflora là một loài thực vật có hoa trong họ Bồ hòn. Loài này được Cuatrec. mô tả khoa học đầu tiên năm 1952.